# Mariusz Strzałka
Mariusz Strzałka, född den 27 mars 1959 i Wrocław, Polen, är en polsk och tysk fäktare som tog OS-silver i herrarnas lagtävling i värja i samband med de olympiska fäktningstävlingarna 1980 i Moskva.